# Valère Quaghebeur
Valère Quaghebeur (Poperinge, 20 mei 1924 – Ieper, 21 december 2012) was een Belgisch landbouwer, bestuurder en politicus.

## Levensloop
Hij maakte zijn politiek debuut in 1965 binnen de gemeenteraad van de toenmalige deelgemeente Stavele, de periode toen Felix Debaenst er burgemeester was. Van 1971 tot 1976 was hij er schepen onder het burgemeesterschap van Fernand Feys. Op 1 januari 1977, na de fusie met Alveringem, werd Quaghebeur opnieuw gemeenteraadslid. Drie opeenvolgende bestuursperiodes - van 1983 tot en met 2000 -  was hij er vervolgens burgemeester. Ten slotte was hij er nog enkele jaren gemeenteraadslid. Alles samen was hij 39 jaar actief binnen de gemeentelijke politiek van deze West-Vlaamse gemeente.
Valère Quaghebeur was landbouwer op de Eversamhoeve en militant binnen het Algemeen Boerensyndicaat, waarvan hij eerst provinciaal voorzitter was en nadien nationaal voorzitter (1974-1986). Onder zijn leiding kwamen in de jaren tachtig duizenden mensen op straat tegen de mogelijke opslag van laagradioactief afval in de Westhoek.